# Гриценкове
Грице́нкове —  село в Україні, у Миколаївській сільській громаді Сумського району Сумської області. Населення становить 75 осіб. Від  2016 орган місцевого самоврядування — Миколаївська сільська рада.

## Населення

### Мова
Розподіл населення за рідною мовою за даними :
| Мова       | Кількість | Відсоток |
| ---------- | --------- | -------- |
| українська | 67        | 89.33%   |
| російська  | 7         | 9.33%    |
| білоруська | 1         | 1.34%    |
| Усього     | 75        | 100%     |

## Географія
Село Гриценкове примикає до села Перехрестівка, на відстані 1 км розташоване село Загірське. У селі бере початок річка Попадька. Поруч проходить автомобільна дорога Р44.

## Історія
12 червня 2020 року, відповідно до розпорядження Кабінету Міністрів України № 723-р «Про визначення адміністративних центрів та затвердження територій територіальних громад Сумської області», село увійшло до складу Миколаївської сільської громади.
19 липня 2020 року, в результаті адміністративно-територіальної реформи та ліквідації Сумського району(1923—2020), увійшло до складу новоутвореного Сумського району.